# Juan Ramón Mejía
Juan Ramón Mejía Erazo (ur. 1 sierpnia 1988 w Tegucigalpie) – honduraski piłkarz występujący na pozycji napastnika, reprezentant Hondurasu, od 2024 roku zawodnik Juticalpy.